# Corinth (Montana)
Corinth é uma comunidade não incorporada e cidade fantasma no condado de Big Horn no estado de Montana, nos Estados Unidos.

## História
Corinth foi uma comunidade agrícola com um elevador de cereais e uma estação de comboio/trem. Como aconteceu com outras vilas e comunidades dos Estados Unidos e não só declinou com as inovações a nível dos transportes e já não era necessária como paragem obrigatória e o seu elevador de grãos tornou-se obsoleto.
O local de Corinth fica localizado ao longo de  Fly Creek, a noroeste de Hardin. O velho armazém e a estação de correios foram restaurados para o Museu do Condado de Big Horn em  Hardin. A estação de correio este em atividade entre e 1953. Alguns edifícios históricos permanecem de pé, enquanto outros como o elevador foram desmantelados. 